# J'aurai ta peau (film, 1982)
Pour les articles homonymes, voir J'aurai ta peau.
Pour plus de détails, voir Fiche technique et Distribution.
J'aurai ta peau Jordan (titre original : I, the Jury) est un film américain de Richard T. Heffron sorti en 1982.

## Synopsis
Un vieil ami du détective Mike Hammer est retrouvé assassiné. Le privé met tout en œuvre pour retrouver le tueur. Mais quelqu'un tente de le devancer.

## Fiche technique
- Titre original : I, the Jury
- Réalisation : Richard T. Heffron
- Scénario : Larry Cohen d'après le roman J'aurai ta peau de Mickey Spillane
- Directeur de la photographie : Andrew Laszlo
- Montage : Garth Craven
- Musique : Bill Conti
- Costumes : Celia Bryant
- Décors : Robert Gunlach
- Production : Robert H. Solo (en)
- Genre : Thriller
- Pays de production :  États-Unis
- Durée : 111 minutes
- Interdit aux moins de 12 ans : visa CNC  numéro 55967
- Dates de sortie :
  - États-Unis : 9 octobre 1982 (New York)
  - France : 4 mai 1983
- Affiche : Bill Gold (États-Unis)

## Distribution
- Armand Assante (VF : Georges Poujouly) : Mike Hammer
- Barbara Carrera (VF : Anne Kerylen) : Dr Charlotte Bennett
- Laurene Landon (VF : Sylvie Feit) : Velda
- Alan King (VF : William Sabatier) : Charles « Charlie » Kalecki
- Geoffrey Lewis (VF : Marc de Georgi) : Joe Butler
- Paul Sorvino (VF : Roger Carel) : Détective Pat Chambers
- Judson Scott (VF : Hervé Bellon) : Charles Kendricks
- Barry Snider (VF : Pierre Hatet) : Romero
- Julia Barr (VF : Annie Balestra) : Norma Childs
- Jessica James (VF : Paule Emanuele) : Hilda Kendricks
- Frederic Downs : Jack Williams
- Mary Margaret Amato (VF : Arlette Thomas) : Myrna Williams
- F.J. O'Neil (VF : Roland Ménard) : Goodwin
- William G. Schilling (VF : Claude Nicot) : Lundee
- Robert Sevra : Breslin
- Don Pike : Evans
- Timothy Meyers : Blake
- Leigh Harris (VF : Janine Forney) : la 1re jumelle
- Lynette Harris (VF : Céline Monsarrat) : la 2de jumelle
- Gwyn Gillies (VF : Claude Chantal) : la réceptionniste
- Daniel Faraldo (it) (VF : François Leccia) : Danny
- Felicity Adler (VF : Catherine Lafond) : la joggeuse